# Південно-російський робітничий союз
Південно-російський робітничий союз — одна з перших робітничих політичних організацій в Російській імперії. Був створений в Києві в 1880 році членами «Чорного переділу» та ліквідований владою в січні 1881 року.

## Передісторія
Після скасування кріпосного права в Росії виникла ситуація, коли одночасно з розвиваються капіталістичним господарством в країні зберігалися феодально-общинні відносини в селі. На передньому краї революційної боротьби перебували народники, які стоячи на позиціях утопічного соціалізму і будучи самі з різночинців і дворянських класів, вважали, що Росія зможе прийти до комунізму через селянську громаду, минаючи стан капіталізму, для чого (для пропаганди своїх ідей) займалися «ходінням в народ». Однак, у міру проникнення в Росію вчення Маркса (з його теорією про «класову боротьбу», значення пролетаріату як «могильника буржуазії», «диктатури пролетаріату», як єдиної форми переходу до комунізму) і розвитку капіталістичних відносин, деякі народники, захопившись марксизмом, стали йти не «в народ», а «до робочих». Зародження даного «союзу» як раз і є продуктом переходу уваги народників від селянства на робітничий клас.

## Заснування «Союзу» і практична робота
«Союз» був заснований «чорнопередільцями» Єлизаветою Ковальською і Миколою Щедріним, які, встановивши зв'язки з робітниками кількох київських заводів («Арсенал», залізничних майстерень, книгодрукарень), розширили свій «чорнопередільский» гурток до рівня робочої організації, яка ставила ті ж завдання, що і «Чорний переділ». Навесні 1880 року оформлення «Союзу» було завершено.
Союз підтримував ті ж форми боротьби за «економічний переворот» (передача землі і засобів виробництва у власність всього народу, перебудова суспільств, виробництво на основі асоціацій), що і «Чорний переділ» — «індивідуальний терор», «фабричний терор» (псування устаткування, побиття і вбивство майстрів, фабрикантів — для того, щоб домогтися від останніх зменшення робочого дня, збільшення зарплати, права страйків та інше). «Союз» мав власну нелегальну друкарню, в якій друкувалися прокламації. Організовував заміські сходки робітників. Намагався налагодити зв'язки з робітниками інших промислових центрів півдня Російської імперії — Ростова-на-Дону, Одеси, Кременчука. У пору найбільшої активності членами «Союзу» було кілька сотень робітників різних національностей — росіян, українців, євреїв, поляків, болгар.

## Ліквідація владою
У жовтні 1880 року владі вдалося вийти на слід нелегального Союзу і заарештувати Ковальську і Щедріна. На чолі «Союзу» стали І. Н. Кашинцев, Софія Богомолець, П. О. Іванов і А. І. Преображенський, які проводили більш «помірну» політику — вироблена ними друга програма «Союзу» була побудована на засадах «економізму» і приділяла основну увагу вихованню робітників і мирній пропаганді ідей соціалізму. На початку 1881 року «Союз» був остаточно розгромлений. Але друкарня, якою керував П. О. Іванов, була знайдена поліцією лише 28 квітня 1881 року. Суд над десятьма керівниками союзу відбувся в Києві 26-29 травня 1881 року. Військово-окружний суд засудив Ковальську, Щедріна, Іванова, Кашинцева, Богомолець і Преображенського до різних термінів каторги, інших — до заслання в Сибір.